# Tang Tuyêt Minh
Tang Tuyêt Minh (chinois : 曾 雪 明 ; pinyin : Zeng Xueming), 1905-1991) était l'épouse du dirigeant communiste vietnamien Ho Chi Minh. 
Née dans une famille catholique chinoise de Canton, elle a épousé Ho en octobre 1926. Ils ont vécu ensemble jusqu'en avril 1927, lorsque Ho a été obligé de fuir la Chine après un coup d'État anti-communiste. Ho est devenu président du Viêtnam du Nord en 1954. Malgré plusieurs tentatives de renouer le contact à la fois par Minh et Hô, le couple ne s'est jamais reformé. L'existence de Tang Tuyet Minh n'a jamais été reconnue par le gouvernement vietnamien.